# Rally Dakar 1989

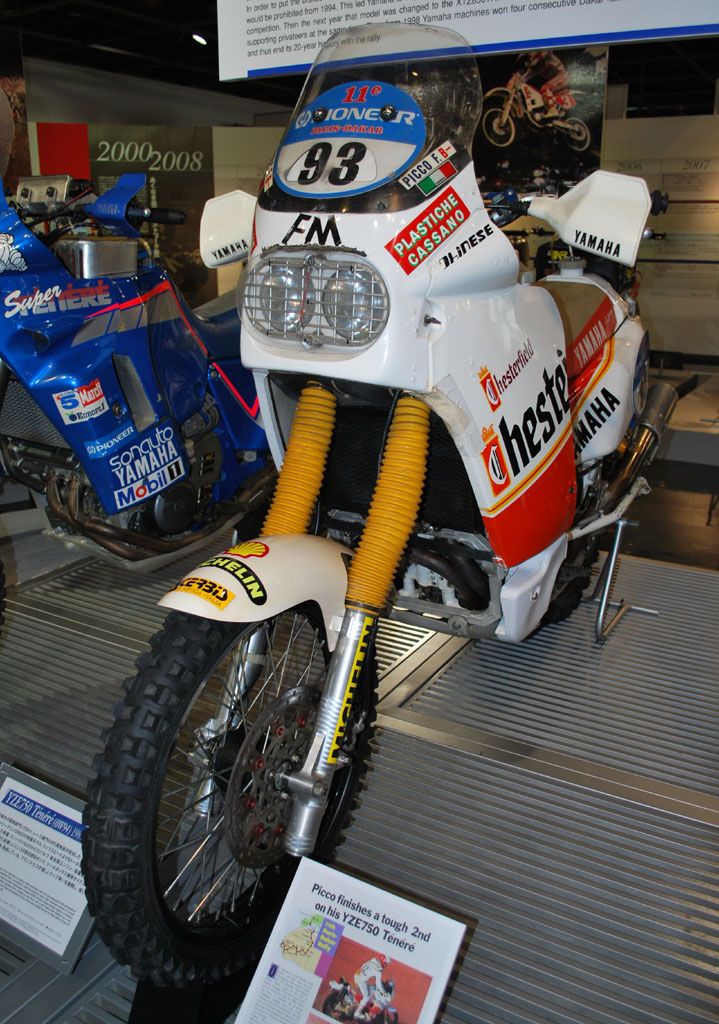
La Yamaha YZE750 di Franco Picco

Il Rally Dakar 1989 è stata la 11ª edizione del Rally Dakar (partenza da Parigi, arrivo a Dakar).
A questa edizione della Dakar non hanno gareggiato i camion, anche se 77 veicoli di assistenza erano presenti ma senza competizione.

## Tappe
Nelle 20 giornate del rally raid furono disputate 17 tappe ed una serie di trasferimenti (circa 10.831 km), con 15 prove speciali per un totale di 6.605 km.

## Classifiche

### Moto
Hanno finito la gara 60 delle 155 moto iscritte.
| Pos. | Pilota               | Mezzo  | Distacco   |
| ---- | -------------------- | ------ | ---------- |
| 1    | Gilles Lalay         | Honda  | 51h28'39"  |
| 2    | Franco Picco         | Yamaha | a 40'25"   |
| 3    | Marc Morales         | Honda  | a 43'42"   |
| 4    | Stéphane Peterhansel | Yamaha | a 1h15'44" |
| 5    | Cyril Neveu          | Yamaha | a 3h24'31" |
| 6    | Edi Orioli           | Cagiva | a 3h50'52" |
| 7    | Carlos Mas           | Yamaha | a 4h11'43" |
| 8    | Joel Daures          | Honda  | a 4h43'56" |
| 9    | Andrea Marinoni      | Yamaha | a 5h14'23  |
| 10   | Serge Bacou          | BMW    | a 6h01'41" |

### Auto
Hanno finito la gara 100 delle 241 auto iscritte.
| Pos. | Equipaggio                            | Mezzo                           | Distacco    |
| ---- | ------------------------------------- | ------------------------------- | ----------- |
| 1    | Ari Vatanen - Bruno Berglund          | Peugeot 405 Turbo 16 Grand Raid | 24h43'33"   |
| 2    | Jacky Ickx - Christian Tarin          | Peugeot 405 Turbo 16 Grand Raid | a 5'31"     |
| 3    | Patrick Tambay - Dominique Lemoyne    | Mitsubishi Pajero               | a 3h54'10"  |
| 4    | Guy Fréquelin - Fenouil               | Peugeot 205 Turbo 16 Grand Raid | a 5h44'46"  |
| 5    | Meike Tijsterman - Kees Tijsterman    | Mitsubishi Pajero               | a 6h25'26"  |
| 6    | Kenjirō Shinozuka - Henri Magne       | Mitsubishi Pajero               | a 7h00'28"  |
| 7    | Jean-Pierre Fontenay - Bruno Musmarra | Mitsubishi Pajero               | a 8h29'22"  |
| 8    | Philippe Wambergue - Alain Guehennec  | Peugeot 205 Turbo 16 Grand Raid | a 9h00'56"  |
| 9    | Klaus Seppi - Graziano Pelanconi      | Mercedes 600 GE                 | a 10h46'34" |
| 10   | Jean Da Silva - Thomas                | Mitsubishi Pajero               | a 13h34'33" |